# ۳۶۲ (میلادی)
۳۶۲ (میلادی) سیصد و شصت و دومین سال تقویم میلادی است.

## رویدادها
ساخته شدن ستون یولیان یا جولیان(۳۶۲.م) این ستون چشمگیر در آنکارای قدیم، که به صورت محلی با عنوان مناره بلقیس یا بعضا به عنوان بنای تاریخی ملکه سبا شناخته می شود، در سال 362 میلادی ساخته شده است. 

## درگذشتگان
‎